# Басина, Мариам Григорьевна
Мариам Григорьевна Басина (Бассина) (укр. Маріам Григорівна Басіна; 1920 — 2 ноября 2001, Львов) — советская и украинская радиоспортсменка (позывной U5BB); Мастер спорта СССР, Заслуженный тренер УССР.

## Биография
Интерес к радиолюбительством ей привил старший брат (позывной U3QQ). Училась в Московском институте инженеров связи (ныне Московский институт инженеров связи). Во время учёбы была активным оператором институтских коллективных радиолюбительских команд. Была награждена почетными знаками «Активист-любитель 1 степени» и «Коротковолновик Осовиахима».
Была участницей Великой Отечественной войны, младший лейтенант связи, боевой путь закончила 9 мая 1945 года. В 1946 году переехала во Львов и работала в областном радиоклубе. В 1947 году её усилиями в клубе была открыта коллективная любительская радиостанция с позывным UB5KBA, которую Мариам Григорьевна возглавляла на протяжении двадцати лет.
В 1952 одной из первых в Украинской ССР выполнила норматив «Мастер радиолюбительского спорта ДОСААФ СССР». В 1963 году стала мастером спорта СССР. В 1967 году она была назначена директором одной из первых в СССР ДЮСШ по радиоспорту, где работала до выхода на пенсию.
М. Г. Басина воспитала многих чемпионов УССР и СССР по радиоспорту, победителей и призёров международных соревнований. В их числе «скоростники» Рогаченко Ирина и Корякин Юрий, «коротковолновик» Гончарная Елена и «многоборка» Горбкова Вера.
Умерла 2 ноября 2001 года во Львове. Похоронена на городском Яновском кладбище.